# Lycée Laennec
 (juillet 2016).
 (septembre 2021).
 (septembre 2021).
La mise en forme du texte ne suit pas les recommandations de Wikipédia : il faut le « wikifier ».
Les points d'amélioration suivants sont les cas les plus fréquents :
- Les titres sont pré-formatés par le logiciel. Ils ne sont ni en capitales, ni en gras.
- Le texte ne doit pas être écrit en capitales (les noms de famille non plus), ni en gras, ni en italique, ni en « petit »…
- Le gras n'est utilisé que pour surligner le titre de l'article dans l'introduction, une seule fois.
- L'italique est rarement utilisé : mots en langue étrangère, titres d'œuvres, noms de bateaux, etc.
- Les citations ne sont pas en italique mais en corps de texte normal. Elles sont entourées par des guillemets français : « et ».
- Les listes à puces sont à éviter, des paragraphes rédigés étant largement préférés. Les tableaux sont à réserver à la présentation de données structurées (résultats, etc.).
- Les appels de note de bas de page (petits chiffres en exposant, introduits par l'outil «  Source ») sont à placer entre la fin de phrase et le point final[comme ça].
- Les liens internes (vers d'autres articles de Wikipédia) sont à choisir avec parcimonie. Créez des liens vers des articles approfondissant le sujet. Les termes génériques sans rapport avec le sujet sont à éviter, ainsi que les répétitions de liens vers un même terme.
- Les liens externes sont à placer uniquement dans une section « Liens externes », à la fin de l'article. Ces liens sont à choisir avec parcimonie suivant les règles définies. Si un lien sert de source à l'article, son insertion dans le texte est à faire par les notes de bas de page.
- La présentation des références doit suivre les conventions bibliographiques. Il est recommandé d'utiliser les modèles {{Ouvrage}}, {{Chapitre}}, {{Article}}, {{Lien web}} et/ou {{Bibliographie}}. Le mode d'édition visuel peut mettre en forme automatiquement les références.
- Insérer une infobox (cadre d'informations à droite) n'est pas obligatoire pour parachever la mise en page.

Pour une aide détaillée, merci de consulter Aide:Wikification.
Si vous pensez que ces points ont été résolus, vous pouvez retirer ce bandeau et améliorer la mise en forme d'un autre article.
 (juillet 2016).
Le lycée René-Théophile-Hyacinthe-Laennec, ou lycée Laennec, est un établissement français d'enseignement secondaire et supérieur, situé à Pont-l'Abbé (Finistère). Il  est constitué de deux EPLE (Établissement public local d'enseignement) : un lycée d'enseignement général et technologique et un lycée professionnel, labellisé lycée des métiers en 2007.

## Historique[1]

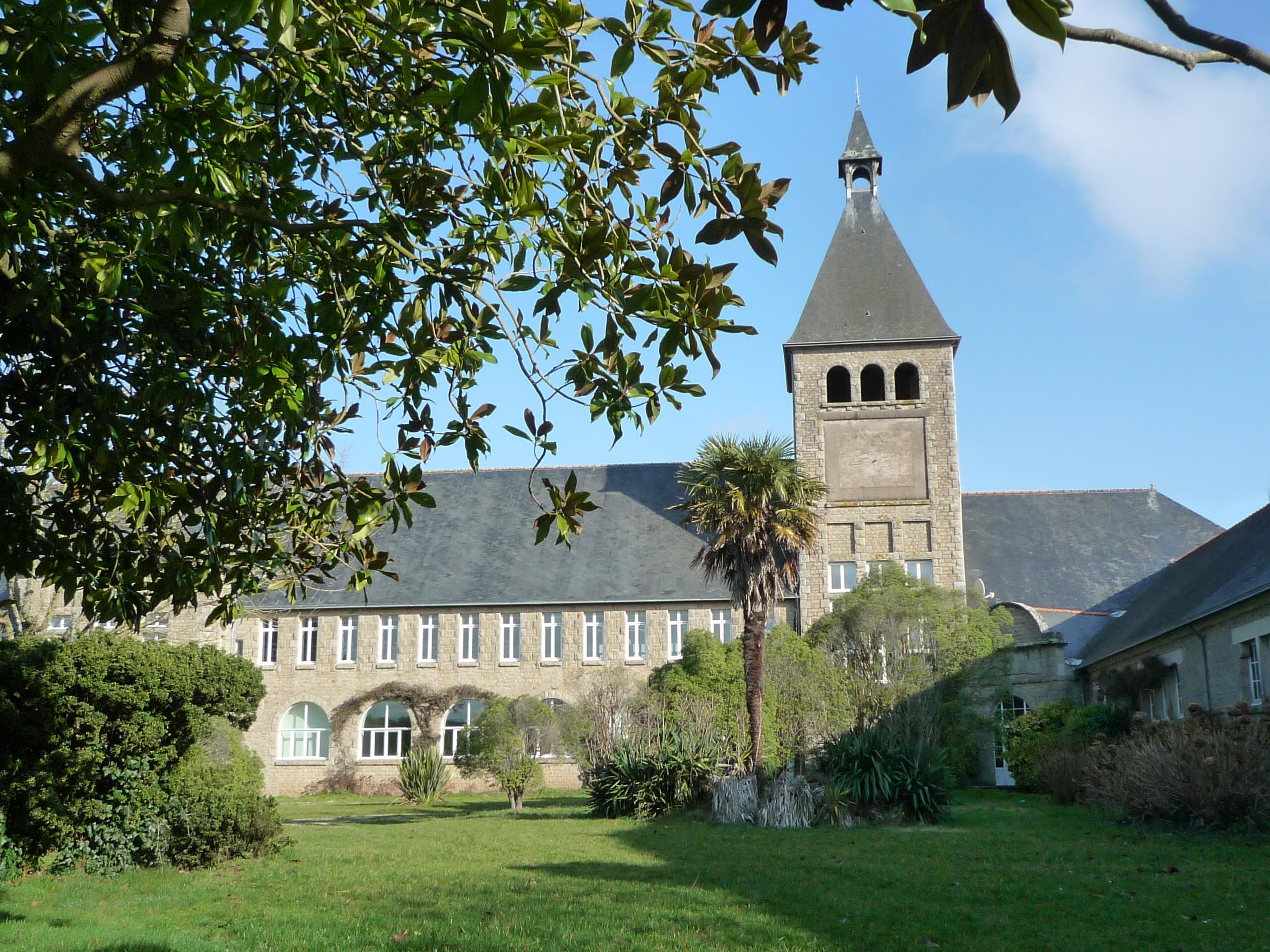
Le bâtiment historique avec le célèbre campanile (façade orientée à l'Ouest, donnant sur la rue du lycée)

Né en 1922[C'est-à-dire ?], le projet de création d'une école primaire supérieure à Pont-l'Abbé voit le jour en 1929, dans un terrain situé un peu à l'écart du centre-ville. Mais il s'agit seulement alors d'un cours complémentaire. Le bâtiment, édifié selon les plans de l'architecte guingampais Georges-Robert Lefort, se singularise dans le paysage pont-l'abbiste par la présence d'une sorte de clocher laïc qu'un journaliste du Matin décrit ainsi en 1933 : c'est une « magnifique école au campanile ajouré, aux centaines de fenêtres et de baies vitrées, aux divisions spacieuses, aux couloirs cintrés comme ceux des monastères où l’on a bâti en vue de l’éternité ». L'établissement compte alors des dortoirs pour accueillir les internes, plusieurs terrains de sport, un jardin d'agrément et un potager. Au total, 139 élèves y sont scolarisés la première année et 259 en 1933. 
Pendant la Seconde Guerre mondiale, l'occupant allemand s'y installe, contraignant les internes à poursuivre leur scolarité à Concarneau, Douarnenez ou Quimperlé, tandis que les autres élèves trouvent refuge dans le pigeonnier, bâtiment situé en centre-ville. 
À la Libération, l'établissement devient une annexe du lycée de garçons de Quimper (lycée La Tour d'Auvergne) et se féminise à partir de 1947.

### Un établissement autonome[1]
En 1962, il devient un lycée d’État mixte et adopte le nom de René-Théophile-Hyacinthe Laennec en 1964. En 1970, les effectifs atteignent 1560 élèves, de la sixième à la terminale. De nouvelles constructions voient alors le jour : des bâtiments d’internat pour les filles et pour les garçons, un bâtiment d'externat accueillant des salles de cours, inauguré en 1961, et un gymnase en 1963.

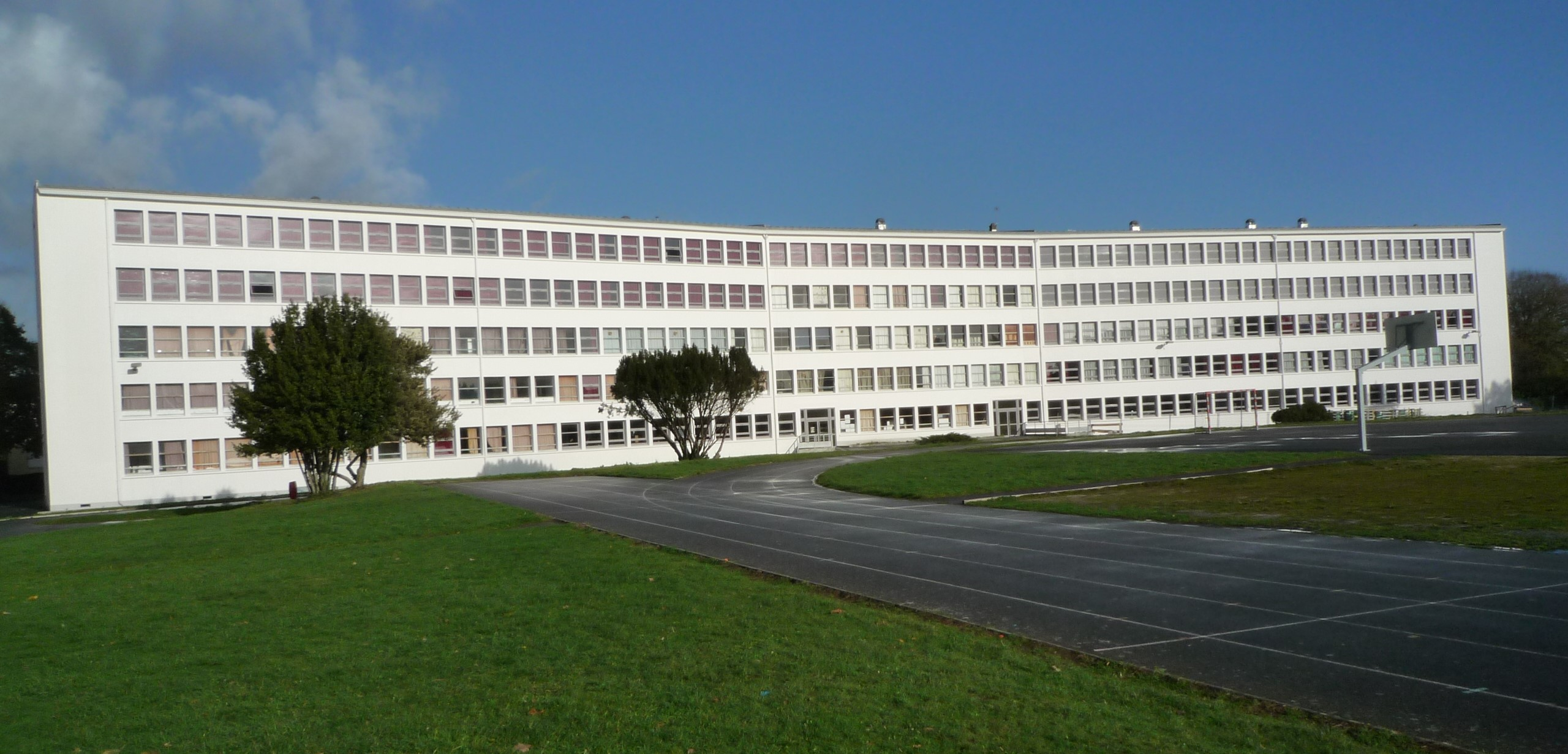
Le bâtiment d'externat inauguré en 1961 (façade orientée au Sud)

En 1964, le premier cycle du lycée devient un collège d’enseignement secondaire, accédant à l'autonomie en 1971. En 1972 est créé le collège d’enseignement technique, proposant diverses formations (CAP employé de collectivité, industrie de l’habillement et électromécanicien, BEP comptable-mécanographe).

### De nouvelles formations[1]

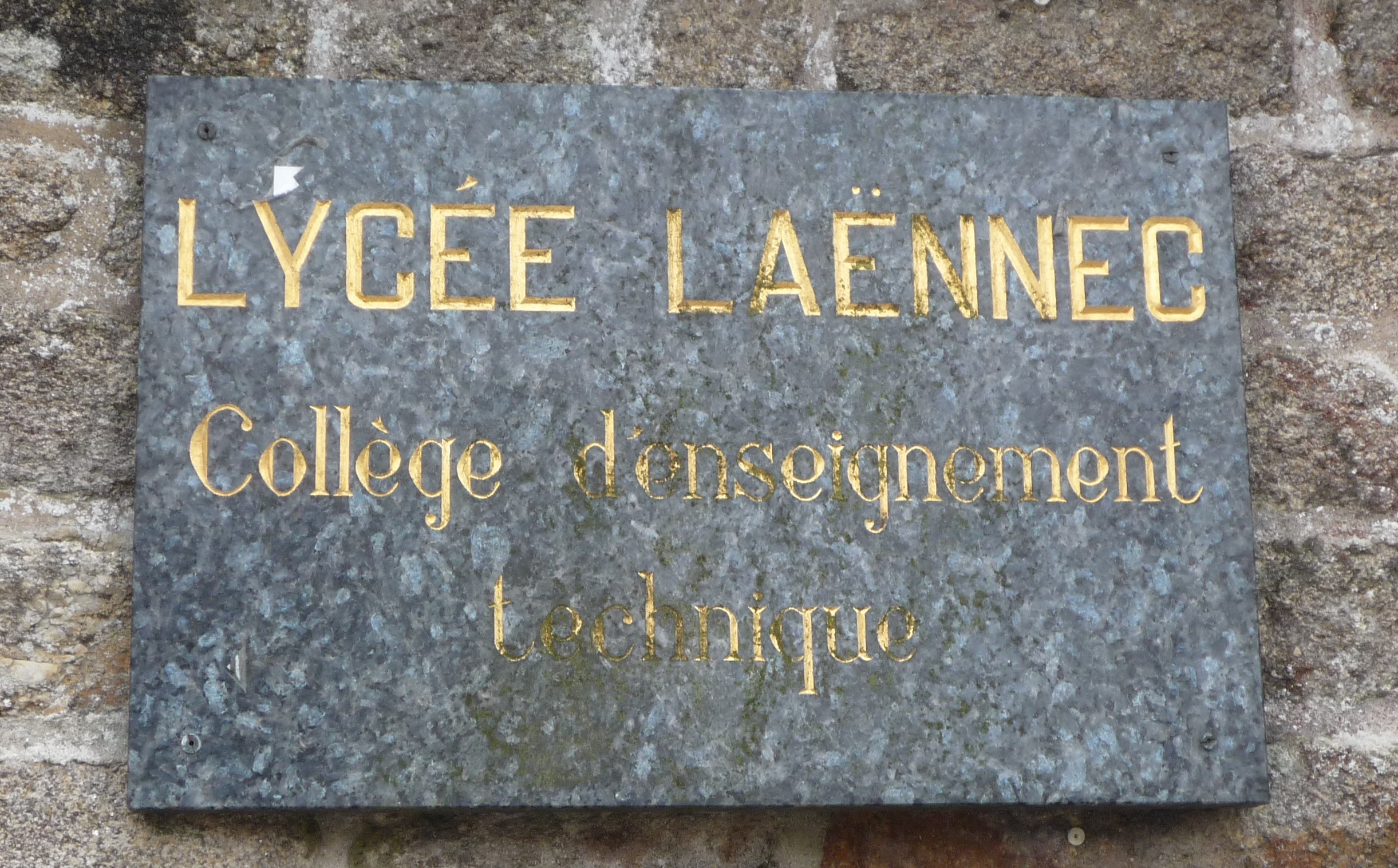
1972 : l'établissement voit la création d'un collège d'enseignement technique (CET)

La filière G est créée en 1974. Le collège d'enseignement technique se transforme en lycée d'enseignement professionnel en 1977 et une section de technicien supérieur (STS) préparant au brevet de technicien supérieur (BTS) tourisme est ouverte en 1992 . Elle comprend alors deux spécialités :
- AGTL (animation et gestion touristiques locales) ;
- VPT (ventes et productions touristiques).

La réforme de ce BTS en 2012 a conduit à la création d'un Brevet de technicien supérieur - Tourisme unique.
En 2001, le lycée devient un établissement d'accueil des sportifs de haut niveau, scolarisant des surfeurs du pôle espoir et du centre labellisé d'entraînement de la fédération française de surf.  
Dans les années 2000, l'établissement renforce son ouverture internationale par l'ouverture de sections européennes (allemand en 2003, espagnol, puis anglais en 2020).  
À la rentrée 2017, une Unité localisée pour l'inclusion scolaire est créée au lycée professionnel.
Après un déclin du recrutement, dans les années 2000, l'établissement connaît un regain d'attractivité à partir de l'année 2012. Les effectifs passent alors de 459 élèves au lycée général et technologique à la rentrée 2011 à 674 en septembre 2018, soit une hausse de plus de 45 %.  

## Enseignement

### Secondaire général et technologique

#### Classe de 2nde
En plus de l'enseignement commun, la classe de seconde propose un choix d'options facultatives (sans que le choix de ces enseignements conditionne une pré-orientation pour la classe de première) : 
- arts plastiques ;
- latin ;
- management et gestion ;
- section européenne allemand ;
- section européenne anglais ;
- section européenne espagnol ;
- section surf (accessible à la suite d'une sélection).

#### Cycle terminal de la voie générale (classes de 1ère et de terminale)
L'établissement propose les enseignements de spécialité suivants :
- Histoire-Géographie, Géopolitique, Sciences Politiques (HGGSP) ;
- Humanités, Littérature et Philosophie (HLP) ;
- Langues, Littératures et cultures étrangères et régionales (LLCER) en anglais ;
- Mathématiques ;
- Numérique et sciences informatiques ;
- Physique-chimie ;
- Sciences de la vie et de la Terre (SVT) ;
- Sciences économiques et sociales.

Hormis l'option management et gestion, les élèves de 1ère et de terminale peuvent continuer à suivre les enseignements optionnels de la classe de 2nde, en supplément de l'enseignement obligatoire.
Deux nouvelles options sont proposées, en terminale, aux élèves souhaitant approfondir leurs connaissances en mathématiques :
- mathématiques complémentaires ;
- mathématiques expertes.

#### Cycle terminal de la voie technologique STMG(classes de 1ère et de terminale)
L'établissement propose les enseignements de spécialité suivant :
- gestion et finances ;
- mercatique ;
- ressources humaines et communication.

Hormis les options latin et management et gestion, les élèves de 1ère et de terminale peuvent continuer à suivre les enseignements optionnels de la classe de 2nde, en supplément de l'enseignement obligatoire.

### Secondaire professionnel
- la filière ASSP[7] ; 
  - Option A : à domicile
  - Option B : en structure.
- la filière Certificat d'aptitude professionnelle Production et service en restaurations[8] ;
- la filière MELEC[9].

### Baccalauréat
Le lycée Laennec prépare aux baccalauréats :
- Baccalauréat général  ;
- Baccalauréat technologique série sciences et technologies du management et de la gestion (STMG) ;
- Baccalauréat professionnel ASSP comprenant deux options : une à domicile et une en établissement ;
- Baccalauréat professionnel MELEC.

### Enseignements spécifiques
La filière sportive surf permet de mener de front études et pratique sportive. La mise en œuvre d'horaires aménagés et la proximité du très réputé spot de la pointe de la Torche permettent la poursuite d'une scolarité normale et la participation à des entraînements réguliers en surf, stand up paddle ou bodyboard.

### Enseignement supérieur
Formation assurée : Brevet de technicien supérieur - Tourisme.

## Anciens élèves
- Yves Bernard[12], résistant, arrêté en plein cours de chimie par la milice et déporté dans les camps de concentration nazis de Buchenwald puis Dora.
- Jean-Claude Bodéré[13], géographe français spécialiste de géomorphologie littorale, président de l'université de Bretagne-occidentale à deux reprises de 1992 à 1997 puis de 2002 à 2007, entré au lycée en 1956.
- Pierre Gouletquer[13], chercheur préhistorien au CNRS, entré au lycée en 1951.
- Jérôme Kerviel, opérateur de marché français, salarié de la Société générale, impliqué dans un important scandale financier[14].
- Jean-Guy Le Floc'h[13], industriel français, PDG d'Armor Lux, entré au lycée en 1963.

- Vincent Riou, navigateur français, vainqueur du Vendée Globe 2004-2005.
- Pascale Breton, cinéaste, réalisatrice de Suite Armoricaine (2016) et d'Illumination (2004), de 1975 à 1978 (bac C).

### Sources et bibliographie
- « Quand l’État fait aux communes de luxueux cadeaux : l'histoire de l'école, monumentale de Pont-l'Abbé, près Quimper », Le Matin, 1er août 1933
- Claude Rebeyrotte, Jean Chaussy, Yves Le Maître, Lucien Jégou, Per Pérennou et Claude Lespagnol, Lycée Laennec, de l'École primaire supérieure au Lycée Laennec, 1999
- Delphine Le Floc'h, « Lycée général et technologique et lycée professionnel Laennec », dans Jean-Pierre Branchereau, Alain Croix, Didier  et Didier Panfili (dir.), Dictionnaire des lycées publics de Bretagne, Rennes, Presses universitaires de Rennes, 2012  (ISBN 978-2-7535-2108-7), p. 345-346
- Per Perennou, Marig et autres moments de vie en Pays Bigouden, éditions Palémon, 2009  (ISBN 978-2-916248-08-0)